# 天主教伊夫雷亞教區
天主教伊夫雷亞教區（拉丁語：Dioecesis Eporediensis）是天主教會在義大利的一個教區。屬都靈總教區。
教區第一位有文獻記錄的主教歐洛日出現於451年在米蘭舉行的宗教會議。1515年5月21日從米蘭轉屬都靈管轄。1497年波尼法爵‧費拉羅當選主教，其家族成員直到1612年都擔任了主教職務。
教區位於都靈省北部，2006年有教友200,848人，佔轄區總人口98.7%。教區下轄141個堂區，有149名司鐸。現任教區主教為愛德華·阿爾多·塞拉托。